# Piccole cose da nulla
Piccole cose da nulla (Small Things like These) è un romanzo breve della scrittrice irlandese Claire Keegan, pubblicato nel 2021.
Incentrato sullo scandalo delle Case Magdalene, il romanzo ha vinto l'Orwell Prize ed è stato candidato al Booker Prize.

## Trama
New Ross, dicembre 1985. Bill Furlong gode di un discreto successo come venditore di carbone e altri combustibili. Tutto ciò nonostante le sue origini umili: Bill è il figlio di una ragazza madre, accolta dalla benestante signora Wilson nonostante le circostanze, scandalose per l'epoca, e allevato dalla donna e dal factotum Ned dopo la morte prematura della mamma. Sposato con Eileen e padre di cinque figlie, Bill cerca di sbrigare le ultime consegne prima di Natale e una di esse è per il convento vicino alla cittadina.
L'istituto, gestito dalle suore del Buon Pastore, ospita sia una lavanderia che un'ambita scuola per signorine. Bill, che aveva già avuto modo di notare l'espressione terrorizzata delle giovani lavandaie e le misure di sicurezza organizzate dalle suore per prevenire la loro fuga, si reca quindi al convento e, non trovando nessuno, si reca direttamente alla rimessa del carbone. Qui scopre una giovane donna riversa rinchiusa dentro, congelata e terrorizzata. Bill la riporta al convento dove, prima di essere portata via dalla madre superiora, la ragazza confessa di chiamarsi Sarah e rivela che le religiose hanno portato via il bambino che ha dato alla luce da poco.
L'incontro con Sarah e la condotta sospetta delle suore continua a turbare Bill, conscio che un destino simile sarebbe potuto toccare alla madre se non fosse stata accolta dalla signora Wilson. Emotivamente turbato anche dalla scoperta che Ned potrebbe essere suo padre, Bill è sconcertato dal clima di omertà che aleggia nella cittadina: tutti sembrano sapere che le suore tiranneggiano ragazze madri e vendono i loro figli a coppie americane, ma nessuno osa dire niente.
 La signora Kehon, che gestisce il pub della zona, esorta infatti Bill a dimenticare l'accaduto, dato che le suore gestiscono le istituzioni in cui lui ed Eileen sperano che le figlie vengano educate. Tuttavia, Bill ritorna al convento e, dopo aver nuovamente liberato Sarah dalla rimessa, decide di portarla a casa dalla famiglia e attraversa il paese con la giovane sotto gli occhi esterrefatti di tutti.

## Adattamento cinematografico
Nel 2024 Matt Damon e Ben Affleck hanno prodotto un omonimo adattamento cinematografico diretto da Tim Mielants, interpretato da Cillian Murphy, Emily Watson ed Eileen Walsh e presentato come film d'apertura del Festival di Berlino 2024.

## Edizioni
- Claire Keegan, Piccole cose da nulla, traduzione di Monica Pareschi, Einaudi, 2022,  p. 104, ISBN 978-8806251635.